# ديفيد بي. هولواي
ديفيد بي. هولواي هو سياسي أمريكي، ولد في 7 ديسمبر 1809، وتوفي في 9 سبتمبر 1883. انتخب عضو مجلس النواب الأمريكي ‏.